# Élections législatives ghanéennes de 2020
Les élections législatives ghanéennes de 2020 ont lieu le 7 décembre 2020 afin de renouveler les 275 membres du parlement du Ghana. Une élection présidentielle est organisée simultanément.
Les élections aboutissent à un parlement sans majorité, le Nouveau Parti patriotique et le Congrès démocratique national obtenant tous deux le même nombre de sièges, tandis qu'un élu indépendant se retrouve en position de faiseur de rois.

## Contexte
Les élections législatives de décembre 2016 donnent lieu à une alternance politique avec la victoire du Nouveau Parti patriotique (NPP) mené par Nana Akufo-Addo sur le Congrès démocratique national (NDC) du président sortant John Mahama, qui concourait pour un second mandat. Le NPP met ainsi fin à huit années d'opposition en remportant 169 sièges sur 275, les 106 sièges restants revenant au NDC. John Dramani Mahama reconnait rapidement sa défaite, permettant une nouvelle fois au pays de connaitre une alternance pacifique du pouvoir.
Trois jours avant le scrutin de 2020, Akufo-Addo et Mahama signent un « pacte de paix » dans lequel ils s'engagent à s'opposer à toute violence lors du processus électoral, et à en reconnaitre les résultats.

## Système électoral

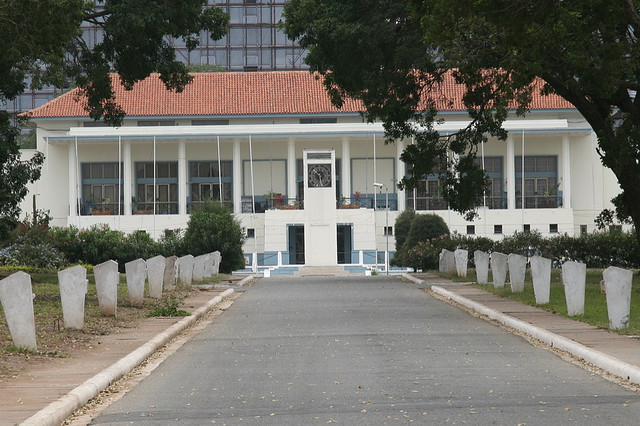
Bâtiment du parlement à Accra.

Le Parlement du Ghana est un corps législatif unicaméral composé de 275 sièges pourvus pour quatre ans au scrutin uninominal majoritaire à un tour dans autant de circonscriptions électorales. Dans chacune d'elles, le candidat ayant recueilli le plus de suffrages l'emporte. Sont électeurs tous les citoyens ghanéens âgés d'au moins 18 ans, tandis que les candidats doivent avoir au moins 21 ans et être soit résidents de la circonscription où ils se présentent, soit y avoir vécu au moins cinq ans dans les dix années précédant l'élection.

## Résultats
|                           |                                        |            |       |               |        |               |  |  |  |
| Parti                     | Parti                                  | Voix       | %     | +/-           | Sièges | +/-           |  |  |  |
|                           | Nouveau Parti patriotique (NPP)        | 6 651 028  | 50,42 | 2,06          | 137    | 32            |  |  |  |
|                           | Congrès démocratique national (NDC)    | 6 094 478  | 46,20 | 3,92          | 137    | 31            |  |  |  |
|                           | Mouvement de l'union du Ghana (GUM)    | 60 840     | 0,46  | Nv            | 0      | en stagnation |  |  |  |
|                           | Convention nationale du peuple (PNC)   | 29 211     | 0,22  | 0,17          | 0      | en stagnation |  |  |  |
|                           | Parti progressiste du peuple (PPP)     | 24 334     | 0,18  | 1,55          | 0      | en stagnation |  |  |  |
|                           | Parti de la convention du peuple (CPP) | 11 105     | 0,08  | 0,56          | 0      | en stagnation |  |  |  |
|                           | Parti libéral du Ghana (LPG)           | 7 521      | 0,06  | Nv            | 0      | en stagnation |  |  |  |
|                           | Parti national démocratique (NDP)      | 6 421      | 0,05  | 0,13          | 0      | en stagnation |  |  |  |
|                           | Grand parti populaire consolidé (GCPP) | 1 976      | 0,01  | en stagnation | 0      | en stagnation |  |  |  |
|                           | Parti progressiste uni (UPP)           | 1 934      | 0,01  | 0,01          | 0      | en stagnation |  |  |  |
|                           | Congrès de tout le peuple (APC)        | 1 214      | 0,01  | 0,01          | 0      | en stagnation |  |  |  |
|                           | Indépendants                           | 301 996    | 2,29  | 0,05          | 1      | 1             |  |  |  |
|                           |                                        |            |       |               |        |               |  |  |  |
| Suffrages exprimés        | Suffrages exprimés                     | 13 192 058 |       |               |        |               |  |  |  |
| Votes blancs et invalides |                                        |            |       |               |        |               |  |  |  |
| Total                     | Total                                  |            | 100   | -             | 275    | en stagnation |  |  |  |
| Abstentions               |                                        |            |       |               |        |               |  |  |  |
| Inscrits / participation  | Inscrits / participation               | 17 027 655 |       |               |        |               |  |  |  |

## Analyse
Tandis que le président Nana Akufo-Addo est réélu à la présidentielle avec des résultats très serrés, ces derniers se reflètent dans ceux des législatives.
À la surprise générale, le scrutin voit le Nouveau Parti patriotique (NPP) sortant et le principal parti d'opposition, le Congrès démocratique national (NDC), obtenir tous deux 137 sièges, conduisant pour la première fois à une situation de parlement sans majorité au Ghana, pays habitué à un système majoritaire bipartisan. L'unique siège restant revient à un élu indépendant, qui se retrouve en position de faiseur de rois.
A la surprise de la majorité sortante, Alban Bagbin (NDC) est élu président de la chambre le 7 janvier 2021 par 138 voix contre 137 pour le président sortant Aaron Mike Oquaye (NPP),. Le ralliement de l'élu indépendant permet cependant au gouvernement du président Nana Akufo-Addo de maintenir sa majorité au parlement, et d'appeler Alban Bagbin à faire ainsi preuve de neutralité.